# دانيلو اسيفال
دانيلو اسيفال (بالإسبانية: Danilo Aceval)‏ ولد 15 سبتمبر 1975 في باراغواي، هو لاعب كرة قدم باراغواياني سابق كان يلعب كحارس مرمى. شارك دانيلو مع منتخب بلاده في عدة بطولات من بينها بطولة كأس العالم لكرة القدم 1998.

## المسيرة الاحترافية

### أندية لعب لها
- سيرو بورتينو
- يونيون
- تايجرز أونال
- أوليمبيا أسونسيون

## روابط خارجية
- دانيلو اسيفال على موقع الاتحاد الدولي (مؤرشف)  (الإنجليزية)
- دانيلو اسيفال على موقع قاعدة بيانات كرة القدم.إي يو (الإنجليزية)
- دانيلو اسيفال على موقع ناشيونال فوتبول تيمز (الإنجليزية)
- دانيلو اسيفال على موقع Soccerway.com (الإنجليزية)
- دانيلو اسيفال على موقع عالم كرة القدم.نت (الإنجليزية)